# Morgenshtern
Алишер Тагирович Моргенщерн, по-известен като Моргенщерн (на английски: Morgenshtern), е руски рап - и поп изпълнител.
Той става известен през 2018 г. като автор на пародии на популярни музикални изпълнители. След известно време той започна да пуска само авторски музикални клипове.

## Биография
Роден е на 17 февруари 1998 г. в Уфа. Според MTV, по националност - „наполовина руснак, наполовина - башкир “. Майка му е цветарка. Родителите се развеждат и когато Алишер е на 11 години, баща му умира от цироза на черния дроб поради тежък алкохолизъм. Когато е на 16 години, той работи в автомивка. От детството проявява интерес към музиката. Като тийнейджър, той и негови приятели заснемат видео как се пързаля с скейтбордове. Името на групата, която те създават е „Others Crew“. Първият видеоклип, озаглавен „Над облаците“, е заснет през 2010 г. Учи в Педагогическия университет известно време и впоследствие е изключен, след като на практика в училище той е имал полов акт с две момичета в тоалетната и го записал на видео. Той успява да влезе в университета само поради ползите, които е имал поради смъртта на баща си. След това постъпва в Уфимския държавен авиационен технически университет със специалност компютърни науки, но скоро е изключен. Според собствените му думи той е работил като куриер, в автомивка, а освен това е бил и уличен музикант. Сътрудничи с рап изпълнителя Face, правейки постпродукция за видеоклиповете „Гоша Рубчински“ и „Меган Фокс“. Той за пръв път става известен благодарение на пародийни видеоклипове в рамките на собствения си проект "#EasyRep" в YouTube. По-късно той отново влиза в университета - в Уфимския държавен авиационно-технически университет, в катедрата по информатика и роботика. За да прекъсне завинаги пътя си към обичайната работа в офиса, Моргенштерн си прави на лицето татуировка под формата на числото „666“: „Просто седнах и си помислих:„Ако не се сетя за нещо по-умно от три шестици до сутринта, ще ги напълня”. На 17 февруари 2018 г. издава дебютния си мини албум Hate Me, както и видеоклип към парчетата „Wild“ и „Insomnia“. През август 2018 г. той изпълни представление, като пуска видеоклип с интеграция на реклама и черен екран, като получава 500 хиляди рубли за него (според Morgenshtern), изгаря експоненциално 100 хиляди рубли и на 2 септември пусна видеоклип „Това е” (Вот так), който към 4 септември е в топ 8 на най-популярната музикална социална мрежа „ВКонтакте”. На 13 октомври издава албума „Before He Got Known“, който се състои от парчета, издадени преди популярността му. Впоследствие в социалните мрежи започнаха да се разпространяват предположения, че това всъщност не е албумът, който всъщност е трябвало да излезе и всички чакат съвсем различен материал. По-късно в канала е пуснат видеоклип, в който призна, че през цялото това време се твърди, че е комерсиален проект, чиято цел е да печели пари и да насърчава творчеството. Като доказателство Алишер твърди, че е поканил своя продуцент, който потвърди думите на ютюбър. След 4 дни излезе видеоклип, в който Моргенщерн опровергава всичките му думи, че е проект, казва, че завършва с видео блогове и започва сериозно да се занимава с музика, а също така отрязва дрехите си и натъпква нова татуировка - Моргенщерн... . На 16 ноември излезе видеоклип към песента „Уфф ... Пари ...“, в който според Моргенщерн той най-накрая погребва стария си образ и за първи път се появява без своите дрехи. На 1 януари 2019 г. се появява албумът „Усмихни се, глупако!". В албума участват изпълнителите 4Teen и LSP, както и видео блогърът Дмитрий Ларин. Песента Green-deffki!, записана с участието на LSP, е в топ 30 на световната класация Genius, както и в топ 10 на музикалните класации „В Контакте“. 
На 30 август 2019 г. Моргенщерн пуска песен и видеоклип, наречен „New Gelding“.
На 15 ноември 2019 г. излезе съвместен сингъл с Клава Кока „Не ме интересува“. На 3 декември е пуснат музикален видеоклип към песента.
На 20 декември той издава сингъл и видеоклип, наречен Yung Hefner, в който обявява намеренията си да запише албум на живо през януари след седмица. Албумът, озаглавен Legendary Dust, излиза на 17 януари 2020 г. и успява да събере 21 милиона гледания в „В Контакте“ през първите два дни.
На 30 януари 2020 г. той посещава шоуто „Вечерният Ургант“, където заедно с Иван Ургант и Слава Марлоу записват рап парче.
На 5 март 2020 г. заедно с Шарлот излиза сингъл с видеоклип, наречен „Baby“.
На 30 април 2020 г. той прави онлайн концерт в платформата MTS, в който отразява няколко от своите рок хитове.
На 5 юни 2020 г. той пуска сингъл и видеоклип, наречен „Suck“. Музикалното видео е събрало над 2,5 милиона нехаресвания, превръщайки се в най-нехаресваното видео в YouTube в Русия. На 15 март 2021 г. става известно, че рапърът е назначен на длъжността директор по въпросите на младежта в Alfa-Bank. Но след като се появи информация, че срещу рапъра е образувано административно дело за пропаганда на наркотици, Алфа-Банк съобщи, че новината е рекламен трик и музикантът вече не е служител на банката. На 15 юли 2021 г. стрийминг услугата Spotify определя Моргенщерен за най-слушания изпълнител от Русия за годината на съществуването на услугата в Руската федерация.

## Личен живот
Женен е за Дилара Зинатулина от 31 август 2021 г. Алишер направи предложение през юли по време на снимките на видеото „NOMINALO“.

### Бизнес
През 2020 г.стана известно за намеренията на Моргенщерн да отвори ресторант в Москва. На 25 юни 2020 г.Алишер Моргенщерн и Едуард Попов, по-известен като автоблогър под псевдонима "Янис грък" и един от участниците в канал "Екип А", регистрират "кайф" ООД, а на 26 октомври 2020 г. на последния етаж на офис сградата на Болшая Дмитровка е открит ресторант "Kaif Provenance". На 25 ноември 2021 г.мястото беше временно затворено поради липса на лиценз за продажба на алкохол, когато е в менюто. На 17 юни 2022 г.Алишер обяви затварянето на ресторанта, след което публикува снимка на самолетен билет до Москва на 30 юни и призова слушателите да резервират места в ресторанта. В деня, посочен в самолетния билет, Алишер не се върна в Русия, а затварянето на ресторанта беше пиар ход. Вместо да затвори ресторанта, имаше ребрандиране.
На 26 септември 2021 г.Моргенштерн отвори магазин за бургери "Kaif Burger" на улица Николская в Москва.
На 10 януари 2022 г.той обяви откриването на нова медия: след като изчисти публикациите в своя телеграм-канал, го преименува на "Не Моргенштерн" и постави аватар с червен въпросителен знак на бял фон, пародиращ символиката на Навални. В началния пост Моргенстерн обеща независима свободолюбива публикация. През седмицата на съществуването на новите медии аудиторията му нарасна от 370 на 900 хиляди души на фона на насърчаването на публиката чрез разпространението на пари. Развлекателното съдържание на изданието не се различаваше от тийнейджърските публики.
На 9 ноември 2022 г.стана известно, че Моргенштерн се е оттеглил от акционерите на ресторант Kaif Provenance, прехвърляйки своя дял от активите на друг съсобственик на заведението Едуард Попов, по-известен с псевдонима Янис грък.

## Благотворителност
През май 2021 г. музикантът дарява 10 милиона рубли на дете със спинална мускулна атрофия за лекарството Zolgensma, а също така той призовава своите колеги и абонати да се присъединят към набирането на средства.